# Gentilezza

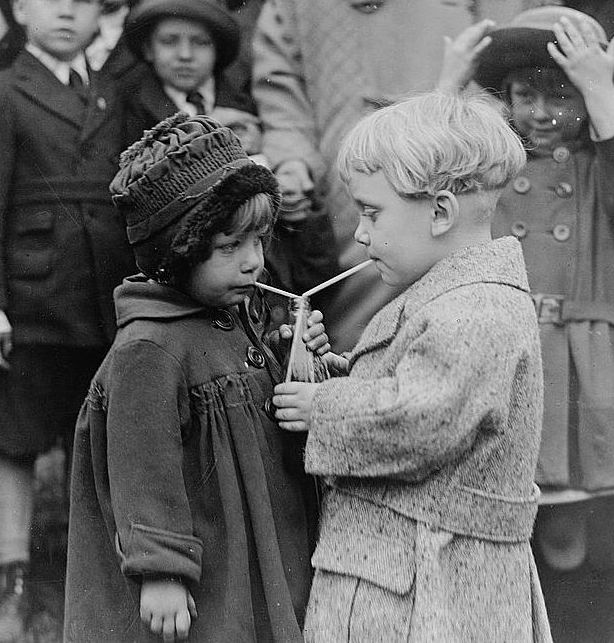
Due bambini che condividono una bibita alla Casa Bianca, 1922

La gentilezza (sinonimo di garbo, cordialità, cortesia o amabilità) è un comportamento rispettoso e benevolo, caratterizzato da atti di generosità, considerazione, assistenza o preoccupazione per gli altri. È considerata una virtù in molte culture e religioni, e appare in varie teorie sulla personalità come tratto o fattore essenziale. Il suo opposto è l'ostilità.

## Etimologia, storia e definizione
In lingua inglese, la parola gentilezza risale al 1300 circa, sebbene il senso della parola si sia evoluto fino ai significati attuali alla fine del XVI secolo. La gentilezza è descritta come quel comportamento altruistico inteso a prendersi cura degli altri, tenendo conto della sensibilità degli altri per non offenderli. È definita fondamentale per lo sviluppo della società e dei rapporti umani.
Il termine "gentile" indicava il popolo ebreo in greco ethnikos (nell'antico testamento) e dal latino gentilis per indicare la formazione famigliare allargata.
Aristotele definì la gentilezza come "la disponibilità verso qualcuno nel bisogno, non in cambio di nulla, né per il vantaggio dell'aiutante stesso, ma per quello della persona aiutata".
Una celebre frase sulla gentilezza è dovuta al filosofo Jean-Jacques Rousseau: “Quale saggezza puoi trovare che sia più grande della gentilezza?” (in
Libertà e Schiavitù).

## Psicologia
Secondo gli studi, la gentilezza rappresenta un'esperienza che trasmette considerazione e apprezzamento per la dignità di ogni essere vivente. Questo comportamento prosociale trova radici nell'istinto di cooperazione e altruismo, essenziali per la sopravvivenza della specie.
La gentilezza può essere praticata e resa parte integrante del nostro stile di vita nei seguenti modi:
- coltivare l'autocompassione (trattare sé stessi allo stesso modo degli amici più cari, cioè attraverso l'affetto e la comprensione);
- fare volontariato (parteciparvi aiuta a mettere in atto le proprie esigenze di comunità);
- condividere lo stato d'animo di qualcuno e dedicargli attenzione attraverso l'empatia;
- scegliere di comunicare con meno aggressività e più mitezza;
- aiutare qualcuno nel momento del bisogno;
- provare gratitudine ed apprezzare il lavoro altrui.

### Benefici
La gentilezza crea anche un impatto sul benessere emotivo, sociale e fisico. È stato dimostrato che atti gentili favoriscono il rilascio di endorfine, ossitocina, dopamina e serotonina. Infatti la gentilezza può aiutare a:
- migliorare l'umore, l'autostima e la qualità delle relazioni sociali;
- favorire la fiducia in sé stessi, un senso di appartenenza e solidarietà;
- aumentare le emozioni positive, la connessione sociale e i comportamenti pro-sociali;
- ridurre lo stress, l'ansia sociale, la solitudine e i pregiudizi sociali.

## Nella società
Nella selezione del partner, gli studi suggeriscono che sia gli uomini che le donne apprezzano la gentilezza nei loro potenziali compagni, insieme all'intelligenza, all'aspetto fisico, all'attrattiva e all'età.

## La gentilezza nei Big Five
La gentilezza è una caratteristica della gradevolezza, uno dei cinque grandi fattori di personalità sviluppati dai modelli Big Five.

## Giornata della Gentilezza
La Giornata mondiale della gentilezza è un'osservanza internazionale che si tiene il 13 novembre. È stata introdotta nel 1997 dal World Kindness Movement, una coalizione di ONG di gentilezza delle nazioni. È osservata in molti paesi, tra cui Canada, Australia, Nigeria, Emirati Arabi Uniti, Singapore, India, Regno Unito e Italia. Secondo Gulf News, "è un giorno che incoraggia le persone a trascurare i confini, la razza e la religione".